# Zerbe Township
Zerbe Township ist eine Township im Northumberland County, Pennsylvania in den Vereinigten Staaten. Das U.S. Census Bureau hat bei der Volkszählung 2020 eine Einwohnerzahl von 1.802 ermittelt.

## Geographie
Nach den Angaben des United States Census Bureaus hat die Zerbe Township eine Gesamtfläche von 30,0 km², nur 0,09 % davon entfallen auf Gewässer. Trevorton ist der einzige Census-designated place innerhalb der Zerbe Township und schließt den nördlichen Teil der Zerbe Township ein.
Die nördliche Grenze der Township verläuft auf der Gratlinie von Little Mountain, im Süden erstreckt sich die Township bis zu einer ungefähr in West-Ost-Richtung verlaufenden Linie, die sich in etwa entlang des Mahanoy Mountain erstreckt. Von Ostnordost nach Südsüdwest streicht der Big Mountain durch die Township; vor allem südlich davon ist die Landschaft durch den Kohleabbau stark verändert. Durch diese Lage fällt die Zerbe Township vollständig in das Einzugsgebiet des Zerbe Run.
Die benachbarten Townships sind: Rockefeller Township im Nordwesten, Shamokin Township im Nordosten, die Coal Township im Osten, die West Cameron Township im Süden und die Little Mahanoy Township im Westen.

## Demographie
Zum Zeitpunkt des United States Census 2000 bewohnten die Zerbe Township 2021 Personen. Die Bevölkerungsdichte betrug 67,3 Personen pro km². Es gab 946 Wohneinheiten, durchschnittlich 31,5 pro km². Die Bevölkerung der Zerbe Township bestand zu 98,71 % aus Weißen, 0,15 % Schwarzen oder African American, 0,05 % Native American, 0,15 % Asian, 0 % Pacific Islander, 0,15 % gaben an, anderen Rassen anzugehören und 0,79 % nannten zwei oder mehr Rassen. 0,40 % der Bevölkerung erklärten, Hispanos oder Latinos jeglicher Rasse zu sein.
Die Bewohner der Zerbe Township verteilten sich auf 871 Haushalte, von denen in 25,3 % Kinder unter 18 Jahren lebten. 52,4 % der Haushalte stellten Verheiratete, 8,4 % hatten einen weiblichen Haushaltsvorstand ohne Ehemann und 35,5 % bildeten keine Familien. 31,8 % der Haushalte bestanden aus Einzelpersonen und in 16,5 % aller Haushalte lebte jemand im Alter von 65 Jahren oder mehr alleine. Die durchschnittliche Haushaltsgröße betrug 2,32 und die durchschnittliche Familiengröße 2,92 Personen.
Die Bevölkerung verteilte sich auf 21,2 % Minderjährige, 7,0 % 18–24-Jährige, 27,6 % 25–44-Jährige, 23,8 % 45–64-Jährige und 20,3 % im Alter von 65 Jahren oder mehr. Der Median des Alters betrug 42 Jahre. Auf jeweils 100 Frauen entfielen 100,5 Männer. Bei den über 18-Jährigen entfielen auf 100 Frauen 95,1 Männer.
Das mittlere Haushaltseinkommen in der Zerbe Township betrug 31.964 US-Dollar und das mittlere Familieneinkommen erreichte die Höhe von 38.000 US-Dollar. Das Durchschnittseinkommen der Männer betrug 30.236 US-Dollar, gegenüber 18.207 US-Dollar bei den Frauen. Das Pro-Kopf-Einkommen belief sich auf 15.780 US-Dollar. 8,6 % der Bevölkerung und 6,0 % der Familien hatten ein Einkommen unterhalb der Armutsgrenze, davon waren 7,8 % der Minderjährigen und 13,5 % der Altersgruppe 65 Jahre und mehr betroffen.

## Personen
- Sparky Adams, Baseballspieler